# Духов день (фильм)
«Ду́хов день» — художественный фильм, снятый в 1990 году.

## Сюжет
Иван Христофоров открывает в себе странное свойство предчувствовать взрывы. Пытаясь понять причину и смысл этой необычной способности, он обращается к фамильной истории. Внимание секретной государственной службы не сулит Христофорову ничего хорошего.
Фильм «Духов день» — мысленное путешествие героя в своем прошлом, несущем отпечаток детского мировосприятия, и настоящем, временами столь же напоминающем сон.

## В ролях
- Юрий Шевчук — Иван Христофоров
- Олег Корчиков — Николай Иванович Христофоров
- Владимир Головин — Федя Христофоров
- Анжелика Неволина — обитательница города
- Болот Бейшеналиев — Жадобин
- Виктор Бычков — Витёк
- Станислав Ландграф — Христофоров
- Ольга Григорьева — Христофорова
- Владимир Вихров — обитатель пансионата
- Вячеслав Васильев — обитатель пансионата
- Леонид Максимов — обитатель города
- Анатолий Сливников — Коля
- Александр Анисимов — Христофоров
- Геннадий Гарбук — Христофоров

## Съёмочная группа
- Режиссёр — Сергей Сельянов
- Авторы сценария: Михаил Коновальчук, Сергей Сельянов
- Оператор — Сергей Астахов
- Художник-постановщик — Виктор Иванов